# Al-Arabi Bourdellah
Vous pouvez aider à l'améliorer ou bien discuter des problèmes sur sa page de discussion.
- Il ne cite pas suffisamment ses sources. Vous pouvez indiquer les passages à sourcer avec {{référence nécessaire}} ou {{Référence souhaitée}}, et inclure les références utiles en les liant aux notes de bas de page. (Marqué depuis mars 2024)
- Son texte doit être wikifié : il ne correspond pas à la mise en forme Wikipédia (style, typographie, liens internes, liens entre les wikis, etc.). (Marqué depuis mars 2024)

- Archive Wikiwix
- Bing
- Cairn
- DuckDuckGo
- E. Universalis
- Gallica
- Google
- G. Books
- G. News
- G. Scholar
- Persée
- Qwant
- (zh) Baidu
- (ru) Yandex
- (wd) trouver des œuvres sur Wikidata

Mohammed Al-Arabi ibn Ahmed Bourdellah al-Andalusi (1632-1721), plus connu sous le nom de Al-Arabi Bourdellah, né à Fès, au Maroc, est un éminent juge marocain sous le règne de Moulay Ismaïl,.

## Biographie
Al-Arabi naît dans une vieille famille bourgeoise d'origine andalouse qui émigre à Fès après la chute de Grenade. Sa famille conserve les documents de leurs propriétés et la clé de leur demeure à Grenade comme symbole de sa présence et leurs origines.
Après avoir étudié à l'université Al Quaraouiyine, il est devenu un juriste et un enseignant respecté.
Après cela, il occupe diverses fonctions religieuses telles que celles de Mufti, khatib, imam et enfin juge de Fès. C'est dans cette dernière position que sa popularité et son influence en tant que chef religieux atteignent leur apogée vers la fin du XVIIe siècle. Cependant, sa carrière est quelque peu irrégulière en raison de nombreuses expulsions et réhabilitations par le sultan Ismaïl bin Sharif, qu'il n'a pas peur de contrarier.
Le conflit le plus célèbre entre lui et le sultan, survenu en 1704, est lié à la mort de Muhammad Al-Alim, le fils du sultan rebelle. Al-Alim était le fils aîné du sultan et le trahit en prenant le contrôle de Marrakech. Une fois la ville reprise à son fils, le sultan l'exécute et interdit les prières mortuaires pour son fils exécuté.
Al-Arabi désobéit et accomplit tout de même la prière pour le mort, estimant celle-ci impérative pour tout musulman. 
Un autre sujet dans lequel son opposition au sultan est forte est sa position sur la Garde Noire, composée d'esclaves et de haratins asservis de force. Al-Arabi est radicalement opposé à l'esclavage, et en tant que juge de Fès, il est à la tête d'un groupe de personnalités aux côtés de Muhammad bin Abd al-Qadir al-Fassi, opposés à la réduction en esclavage des Haratins, arrivant à la conclusion que : « L'origine des peuples est la liberté ». De ce fait, Fès est la seule ville du royaume à ne pas contribuer à la Garde Noire.
Homme d'une grande intégrité, Ahmed al-Nasiri le décrit dans Al-Istiqsa, ouvrage retraçant l'histoire du Maroc, comme « le dernier cadi juste de Fès ».

## Écrits
Reconnu par ses pairs et cité dans leurs ouvrages par Abdul Qadir Al-Fassi, Abu Abdullah Muhammad bin Abdul Qadir, Abu Abdullah bin Suda , Muhammad bin Ahmed Al-Fasi et d'autres.
Ses écrits les plus célèbres :
- Al-Ajwiba, sa composition la plus célèbre. Elle est collectée par son élève Ahmed bin Muhammad Al-Khayat Al-Dakali Al-Fassi et imprimée à Fès en 1925.
- Dévoilement des règles sectaires et des propos satisfaisants pour invalider l'abeille Alilishi que les athées ont répandue dans les pays marocains.
- Lettre au sultan Moulay Ismaïl concernant la question des Haratins. Célèbre texte lors de la lutte contre l'esclavage.
- Un enjeu dans la science de la théologie et sa philosophie
- Conseil
- Lettre et des réponses sur les propriétaires de tombes, la demeure des esprits et les tombes en visite.

Une collection de ses numéros est disponible à la Bibliothèque publique du roi Abdulaziz à Riyad, en Arabie saoudite. 